# 阿克姆 (俄克拉荷馬州)
阿克姆（英語：Acme）是一座位於美國俄克拉荷馬州格雷迪縣的鬼鎮，在1913年4月8日至1931年5月29日之間有一座郵局。社区遗址位於拉什斯普林斯社區以西3英里（4.8）。

## 歷史沿革
阿克姆鎮因阿克姆水泥與石膏公司于1911年在此地建立了一個磨坊與發電廠而興建，用於開采石膏。芝加哥、岩島和太平洋鐵路專門爲此地區的工廠提供服務而建造了一條鐵路支綫。在其生產高峰期一般會雇用100至125名工人用於每天生產6至8輛運輸產品的鐵路貨車。當附近的石膏被耗盡時，該公司在小瓦希塔河附近的阿克姆工廠和一些其他礦床之間又興建了一條窄軌鐵路。然而在1927年，在此地發生的一場洪水導致這些額外的礦床被几英尺厚的沙粒所覆蓋，隨後這些礦床繼續進行工作，但是事實證明這種做法對其公司是無益的，在1930年之後，該公司開始日漸虧損，並暫停了一切業務，最終這條鐵路于1930年被廢棄。從此，以前的小鎮變得越來越荒涼，磨坊的所有機器皆被搬移，大多數曾經的服務型建築，諸如學校、雇員宿舍以及雜貨店在後來皆被拆除，除了少許房屋以及一些磨坊廢墟。

## 地理
此地海拔為1,286英尺（392）。